# Società Polisportiva Ars et Labor 1933-1934
Questa voce raccoglie le informazioni riguardanti la Società Polisportiva Ars et Labor nelle competizioni ufficiali della stagione 1933-1934.

## Stagione
Dopo alcune stagioni stregate la SPAL può finalmente partecipare al campionato di Serie B, disputando il girone B. L'entusiasmo in città è alle stelle, tanto che in estate il numero dei soci del club biancoazzurro risulta raddoppiato. Walter Alt è l'allenatore, mentre ai vertici dirigenziali, dopo un periodo di commissariamento di Umberto Barbè, viene eletto Giulio Divisi. 
Vengono ceduti Aldo Barbieri al Milan, dove raggiunge Mario Romani nel reparto offensivo rossonero, mentre Giovanni Villotti e Mario Conte passano al Messina. Si punta sul ritorno di Nello Facchini, sui due Tumiati e su alcune speranze dalla Prima Divisione: Cesare Cambi dal Carpi, Nello Tedeschini dal Parma e Willy Nardi dal Giorgione. 
La partenza dei migliori realizzatori della squadra mette in allarme la tifoseria, ma il tecnico austriaco Alt si affida ad un modulo "totale" che mette in condizione di andare a rete giocatori di qualsiasi ruolo. In un girone dove prevale l'equilibrio la squadra ferrarese si attesta nel gruppo di centro classifica, la salvezza la si ottiene alla penultima giornata vincendo a Cremona.

## Rosa
| N. |                   | Ruolo | Calciatore           |
| -- | ----------------- | ----- | -------------------- |
|    | Italia (bandiera) | C     | Leonino Baratella    |
|    | Italia (bandiera) | C     | Francesco Bergonzoni |
|    | Italia (bandiera) | C     | Bruno Bertacchini    |
|    | Italia (bandiera) | A     | Gino Bolognese       |
|    | Italia (bandiera) | D     | Enzo Bonfà           |
|    | Italia (bandiera) | A     | Bruno Braga          |
|    | Italia (bandiera) | D     | Cesare Cambi         |
|    | Italia (bandiera) | P     | Enzo Caselli         |
|    | Italia (bandiera) | A     | Giordano Colaussi    |
|    | Italia (bandiera) | C     | Allegro Facchini     |

| N. |                   | Ruolo | Calciatore         |
| -- | ----------------- | ----- | ------------------ |
|    | Italia (bandiera) | D     | Giancarlo Genesini |
|    | Italia (bandiera) | D     | Bruno Longo        |
|    | Italia (bandiera) | A     | Willy Nardi        |
|    | Italia (bandiera) | D     | Luigi Olasi        |
|    | Italia (bandiera) | A     | Renato Setti       |
|    | Italia (bandiera) | C     | Nello Tedeschini   |
|    | Italia (bandiera) | P     | Bruno Terzi        |
|    | Italia (bandiera) | C     | Filippo Tumiati    |
|    | Italia (bandiera) | A     | Vinicio Tumiati    |

## Risultati

### Serie B (girone B)

#### Girone di andata[2]
| Arbitro: | Salvagno (Trieste) |

|                                           |           |  |
| Nardi 10’, 23’ Olasi 67’ (rig.) Bonfà 73’ | Marcatori |  |

| Arbitro: | Maffiolini (Gallarate) |

|                  |           |                                 |
| Bissoli 36’, 38’ | Marcatori | 21’ Tumiati II 75’ (rig.) Olasi |

| Arbitro: | Carminati (Milano) |

|             |           |           |
| Vezzani 10’ | Marcatori | 13’ Nardi |

| Ferrara 1º ottobre 1933 4ª giornata | SPAL               | 0 – 0 | Serenissima | Campo Littorio\| Arbitro: \| Pizziolo (Firenze) \| |
| Arbitro:                            | Pizziolo (Firenze) |       |             |                                                    |

| Arbitro: | Rovida (Milano) |

|                           |           |                      |
| Facchini 19’ Colaussi 62’ | Marcatori | 26’, 41’, 47’ Frossi |

| Arbitro: | Bertoli (Vicenza) |

|          |           |            |
| Braga 6’ | Marcatori | 25’ Sudati |

| Arbitro: | Gondola (Monfalcone) |

|                                        |           |                    |
| Gregar 9’, 17’ Preti 58’ Vitalesta 85’ | Marcatori | 81’, 83’ Tumiati I |

| Arbitro: | Levrero (Genova) |

|                                  |           |               |
| Facchini 23’, 47’ Tumiati II 90’ | Marcatori | 17’ Simonetti |

| Arbitro: | Scotto (Savona) |

|            |           |  |
| Romano 24’ | Marcatori |  |

| Arbitro: | Cugnini (Ancona) |

|                                       |           |           |
| Bonivento 15’ Vucinich 43’ Brenco 60’ | Marcatori | 65’ Braga |

| Arbitro: | Bonivento (Venezia) |

|           |           |           |
| Nardi 67’ | Marcatori | 54’ Giuge |

| Arbitro: | De Jurco (Trieste) |

|                     |           |             |
| Braga 29’ Nardi 36’ | Marcatori | 55’ Spinato |

#### Girone di ritorno[3]
| Arbitro: | Carnevali (Roma) |

|                   |           |           |
| Tasselli 20’, 62’ | Marcatori | 29’ Nardi |

| Arbitro: | Carletti (Ancona) |

|                            |           |           |
| Tumiati I 50’ Facchini 77’ | Marcatori | 74’ Busin |

| Arbitro: | Zorzi (Belluno) |

|                              |           |                                |
| Olasi 35’ (rig.), 41’ (rig.) | Marcatori | 54’ Cavani 80’ (rig.) Galli II |

| Arbitro: | Carminati (Milano) |

|                                     |           |           |
| Rossi 8’, 50’, 68’ Longo 62’ (aut.) | Marcatori | 83’ Braga |

| Arbitro: | Mazzarini (Roma) |

|                                |           |  |
| Ferrero 21’ Marchionneschi 88’ | Marcatori |  |

| Arbitro: | Salvatori (Roma) |

|                                                  |           |           |
| Pavanello 47’, 65’ Sudati 81’, 86’ Baldi III 84’ | Marcatori | 53’ Braga |

| Ferrara 4 febbraio 1934 21ª giornata | SPAL               | 0 – 0 | Perugia | Campo Littorio\| Arbitro: \| Carminati (Milano) \| |
| Arbitro:                             | Carminati (Milano) |       |         |                                                    |

| Arbitro: | Gianni (Pisa) |

|  |           |              |
|  | Marcatori | 81’ Colaussi |

| Arbitro: | Beretta (Novi Ligure) |

|  |           |                 |
|  | Marcatori | 4’, 61’ Spinola |

| Arbitro: | Conticini (Firenze) |

|                            |           |                        |
| Colaussi 66’ Tumiati I 68’ | Marcatori | 2’ Brenco 80’ Ostroman |

| Arbitro: | Bevilacqua (Viareggio) |

|                                 |           |                                        |
| Olmi 53’ (rig.) Vecchi 58’, 64’ | Marcatori | 38’, 51’, 75’ Bolognese 80’ Tumiati II |

| Arbitro: | Ciamberlini (Genova) |

|                           |           |              |
| Camolese 15’ Scavazza 90’ | Marcatori | 61’ Facchini |